# Manlio Lupinacci
Manlio Lupinacci (Roma, 18 giugno 1903 – Roma, 22 ottobre 1982) è stato un giornalista e politico italiano.

## Biografia
Nacque a Roma da Alessandro Lupinacci e da Elisabetta Accinni, entrambi di origine meridionale. Laureato in legge, nel 1930 vinse il concorso per la carica di bibliotecario di Palazzo Madama, sede del Senato. Mantenne l'incarico fino a tutto il 1944.
Negli anni dell'anteguerra fu collaboratore fisso del settimanale Oggi di Arrigo Benedetti (1939-1941): fu sua la firma dell'editoriale nel N. 1, uscito il 3 giugno 1939.
Scrisse di storia sul quindicinale Primato, rivista fondata a Roma nel 1940.
Dopo la caduta del fascismo (luglio 1943), approdò al giornalismo politico. Liberale di parte monarchica, divenne membro della direzione clandestina del Partito Liberale Italiano tra il 1943 ed il 1945, arrivando subito dopo la guerra ad occuparne anche posti di rilievo. Nel 1945 assunse la direzione di due nuovi quotidiani: Il Secolo XX di Roma (1945-1946) e il partenopeo Il Giornale (1945-1946). Successivamente passò alla condirezione di Risorgimento Liberale, quotidiano del Partito Liberale Italiano. Nel 1948 ne fu direttore responsabile. Divenne una delle personalità di spicco del polo moderato dell'informazione nazionale.
Conosciuto ed amato per la sua penna pungente ma fine, Lupinacci scrisse anche per il Corriere della Sera, e per Il Giornale d'Italia. Acuto polemista, la sua figura resta viva per la celeberrima esortazione indirizzata al deputato Enrico De Nicola, roso dal dubbio sulla sua candidatura al Quirinale. Dalle pagine del «Giornale d'Italia» uscì infatti con un personalissimo: "Onorevole De Nicola, decida di decidere se accetta di accettare", che fotografava perfettamente la figura dell'avvocato napoletano.

## Pubblicazioni
Di formazione liberale, si considerava un ammiratore della Francia borghese del XIX secolo e dell'Italia post-unitaria. Lupinacci ha pubblicato Il sogno della Duchessa di Berry (biografia romanzata uscita nel 1937) e La regina Margherita (1941).

## Vita privata
Nel 1930 si sposò con Josette Cattaui-de Menasce; la coppia ebbe due figlie.